# 고고시마촌
고고시마촌(興居島村)은 에히메현 온센군에 설치된 촌이다.